# Besnyő
Besnyő (kroatisch Dešnja) ist eine ungarische Gemeinde im Kreis Dunaújváros im Komitat Fejér.

## Geografische Lage
Besnyő liegt rund 25 Kilometer südwestlich der ungarischen Hauptstadt Budapest. Nachbargemeinden sind Beloiannisz, Iváncsa und Pusztaszabolcs.

## Geschichte
Der Ort wurde Anfang des 15. Jahrhunderts unter dem Namen Besenew urkundlich erwähnt.

## Gemeindepartnerschaft
- Cața, Rumänien

## Sehenswürdigkeiten
- Heimatkundliche Sammlung (Helytörténeti gyűjtemény)
- Römisch-katholische Kirche Magyarok Nagyasszonya (erbaut 1897)
  - In der Kirche befinden sich bemalte Glasfenster, erschaffen 1970 von József Viktorián Pituk.
- Weltkriegsdenkmal (Világháborús emlékmű)

## Verkehr
Durch Besnyő verläuft die Nebenstraße Nr. 62109, östlich der Gemeinde die Autobahn M6. Der nächstgelegene Bahnhof befindet sich eineinhalb Kilometer südöstlich in Iváncsa.